# Quetzal esplèndid
El quetzal esplèndid (Pharomachrus mocinno) és una espècie d'ocell de la família dels trogònids (Trogonidae). Habita la selva humida i boscos de les muntanyes del sud de Mèxic i Amèrica Central, fins a l'oest de Panamà.
Presenta un dimorfisme sexual. Del bec a la cua mesura 35 cm. La femella és fosca, el mascle és de color verd daurat amb el ventre carmesí.